# 榄李
榄李（学名：Lumnitzera racemosa）是使君子科榄李属的植物。分布于马来西亚、波利尼西亚、东非、大洋洲、亚洲、台湾岛、印度、马达加斯加以及中国大陆的广东、广西等地，多生长在海岸以及红树林沼泽，目前尚未由人工引种栽培。

## 别名
滩疤树（海南）